# Блида (вилайет)
Бли́да (араб. ولاية البليدة‎) — вилайет в северной части Алжира, одноимённый своему административному центру, городу Блида.

## Географическое положение
Вилайет Блида лежит в горах Атлас к юго-западу от столицы Алжир. По своей территории это один из самых маленьких вилайетов Алжира, тем не менее, он густо населен (591,4 чел./км² по данным на 2008 год).
Административный центр — город Блида, второй по величине город — Бени-Меред.
Граничит с вилайетами Типаза, Алжир и Бумердес на севере, Буира на востоке, Медеа на юге, Айн-Дефла на западе.

## Административное деление
Административно вилайет разделен на 10 округов и 25 коммун:

### Округа

Округа вилайета Блида.

| №  | Округ                   | Число коммун | Население, чел. (2008) |
| -- | ----------------------- | ------------ | ---------------------- |
| 1  | Блида (Blida)           | 2            | 199 496                |
| 2  | Буфарик (Boufarik)      | 3            | 126 204                |
| 3  | Бугара (Bougara)        | 3            | 86 570                 |
| 4  | Буинан (Bouinan)        | 2            | 60 730                 |
| 5  | Эль-Аффрун (El Affroun) | 2            | 49 008                 |
| 6  | Ларбаа (Larbaa)         | 2            | 84 079                 |
| 7  | Мефтах (Meftah)         | 2            | 68 381                 |
| 8  | Музайя (Mouzaïa)        | 3            | 99 352                 |
| 9  | Уед-Аллюг (Oued Alleug) | 3            | 106 342                |
| 10 | Улед-Яиш (Ouled Yaich)  | 3            | 122 774                |